# Baliga eurysticta
Baliga eurysticta är en insektsart som först beskrevs av Gerstaecker 1885.  Baliga eurysticta ingår i släktet Baliga och familjen myrlejonsländor. Inga underarter finns listade i Catalogue of Life.